# The Faceless
The Faceless je američki tehnički death metal sastav iz Encina. 

## O sastavu
Osnovali su ga 2004. godine gitarist Michael Keene i basist Brandon Giffin. Nakon snimljenog dema Nightmare Fest iz 2006., iste godine objavljuju debitantski studijski album Akeldama pod izdavačkom kućom Sumerian Records. Nakon toga, kreću na turneju na kojoj su nastupali sa sastavima Necrophagist, Decapitated, Nile i The Black Dahlia Murder. Godine 2008. objavljuju drugi studijski album Planetary Duality koji se nalazio na 119. mjestu Billboard 200 top ljestvice, nakon čega kreću na sjeveroameričku turneju sa sastavima Meshuggah, Cynic, Cannibal Corpse, In Flames, 3 Inches of Blood, Dying Fetus i drugima. Svoj najnoviji studijski album nazvan Autotheism objavili su u kolovozu 2012. godine. Sastav je često puta mijenjao postavu, te je trenutačno jedini član preostao iz originalne postave Michael Keene.

## Članovi sastava
Trenutačna postava
- Michael Keene - gitara (2004.-)
- Evan Brewer - bas-gitara (2011.-)
- Geoffrey Ficco - vokal (2011.-)
- Wes Hauch - gitara (2012.-)
- Alex Rüdinger - bubnjevi (2013.-)

Bivši članovi
- Elliott Sellers - bubnjevi
- Brett Batdorf - bubnjevi
- Nick Pierce - bubnjevi
- Navene Koperweis - bubnjevi (studijski)
- Zack Graham - bubnjevi, vokal
- Michael Sherer - klavijature
- Derek Rydquist - vokal
- Jeff Ventimiglia - vokal
- Brandon Giffin - bas-gitara (2004. – 2010.)
- Steve Jones - gitara (2004. – 2012.)
- Jared Lander - bas-gitara (2010. – 2011.)
- Lyle Cooper - bubnjevi (2007. – 2013.)

## Diskografija
Studijski albumi
- Akeldama (2006.)
- Planetary Duality (2008.)
- Autotheism (2012.)
- In Becoming a Ghost (2017.)

## Vanjske poveznice
- Službena Facebook stranica
- Službena Myspace stranica